# Еврейское кладбище в Брухзале
Евре́йское кла́дбище в Бру́хзале (нем. Jüdischer Friedhof Bruchsal) — одно из сохранившихся еврейских кладбищ на севере немецкой земли Баден-Вюртемберг, расположенное в городе Брухзале. Является охраняемым памятником культуры.

## История
Вначале обряды похорон проводились на еврейском кладбище в Обергромбахе (до 1879). В 1879 году было создано новое еврейское кладбище, расположенное поблизости от Геванн Россмаркт (Gewann Rossmarkt) в рамках муниципального кладбища. В эпоху национал-социализма кладбище было существенно повреждено. Морг (Тахарахаус) сохранился и имеет в своем интерьере мемориальную доску с именем основателя этого здания Леопольда Нетера. Несколько захоронений были осуществлены уже после 1945 года.

## Площадь
Площадь еврейского кладбища 58,36 ара (5836 м²). На нём насчитывается 370 могил.